# Desmostylia
Os desmostílios (Desmostylia) são uma ordem de mamíferos marinhos extinta, relacionada com proboscídeos (elefantes) e sirénios (manatis). O grupo, conhecido através de fósseis encontrados no Japão e Estados Unidos, surgiu no Oligocénico e desapareceu no final do Miocénico. O estudo da anatomia dos desmostíleos sugere que fossem animais herbívoros, semi-aquáticos, típicos de ambientes litorais. Fazem parte do grupo conhecido como Afrotheria.

## Classificação
Ordem Desmotylia Reinhart, 1959
- Família Desmostylidae Osborn, 1905
  - Gênero Behemotops Domning, Ray e McKenna, 1986
    - Behemotops proteus Domning, Ray e McKenna, 1986
    - Behemotops emlongi Domning, Ray e McKenna, 1986
    - Behemotops katsuiei Inuzuka, 2000

  - Gênero Cornwallius Hay, 1923
    - Cornwallius sookensis (Cornwall, 1922)

  - Gênero Desmostylus Marsh, 1988
    - Desmostylus hesperus Marsh, 1988

  - Gênero Vanderhoofius Reinhart, 1959
    - Vanderhoofius coalingensis Reinhart, 1959
- Família Palaeoparadoxiidae Reinhart, 1959
  - Gênero Ashoroa Inuzuka, 2000
    - Ashoroa laticosta Inuzuka, 2000

  - Gênero Palaeoparadoxia Reinhart, 1959
    - Palaeoparadoxia media Inuzuka, 2005
    - Palaeoparadoxia repenningi Domming e Barnes, 2007
    - Palaeoparadoxia tabatai (Tokunaga, 1939)
    - Palaeoparadoxia weltoni Clark, 1991

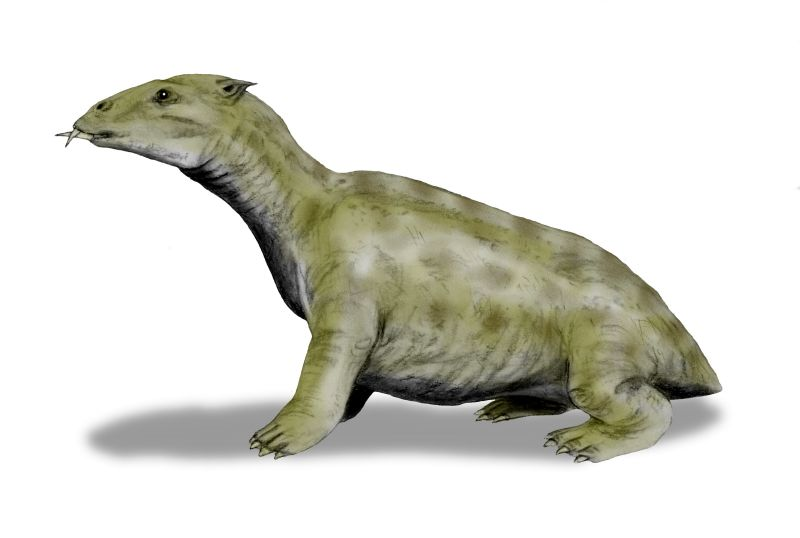
Desmostylus